# Малков, Виктор Павлович
Виктор Павлович Малков (8 октября 1931, Биляр, Можгинский район, Удмуртская АССР, РСФСР, СССР — 24 июня 2019, Казань, Россия) — советский и российский учёный-правовед, специалист по уголовному праву, доктор юридических наук, профессор, Заслуженный деятель науки Российской Федерации, Заслуженный деятель науки Татарской АССР.

## Биография
Родился в многодетной крестьянской семье. В 12-летнем возрасте прервал обучение в школе и в 1943—1945 гг. работал в колхозе «Удмурт» Бемыжского района Удмуртской Республики, награждён медалью «За доблестный труд в Великой Отечественной войне 1941—1945 гг.».
По окончании школы в 1951 держал вступительные экзамены на отделение марксизма-ленинизма Казанского государственного университета, не прошёл по конкурсу, был зачислен на первый курс Казанского юридического института. В 1952 в связи с ликвидацией Казанского юридического института переведён на юридический факультет Казанского государственного университета. На 4 и 5 курсах за отличную учёбу и активное участие в общественной жизни университета получал именную стипендию им. В. М. Молотова. Был избран председателем Совета студенческого научного общества КГУ.
Окончив с отличием юридический факультет Казанского университета, с августа 1956 до 15 октября 1962 работал в органах МВД г. Куйбышева на должностях оперуполномоченного уголовного розыска, следователя, старшего следователя, начальника следственного отделения и начальника районного отдела внутренних дел. За успехи в работе награждён значком «Отличник милиции».
С 15 октября 1962 по 1 января 1968 г. — стажёр-преподаватель, ассистент, старший преподаватель, доцент, заведующий кафедрой, декан юридического факультета Казанского государственного университета.
В 1966—1967 обучался в годичной целевой аспирантуре по кафедре уголовного права юридического факультета МГУ им. М. В. Ломоносова. В июне 1967 защитил кандидатскую диссертацию на тему «Повторность преступлений по советскому уголовному праву: понятие и уголовно-правовое значение» (научный руководитель — профессор Г. А. Кригер).
В 1968—1970 — заместитель секретаря парткома Казанского государственного университета, доцент кафедры уголовного права и криминологии.
В 1972—1983 — декан юридического факультета Казанского государственного университета.
В январе 1975 года в Московском университете им. М. В. Ломоносова защитил докторскую диссертацию на тему «Множественность преступлений и её формы по советскому уголовному праву».
С ноября 1975 — заведующий кафедрой уголовного процесса и криминалистики Казанского государственного университета. В 1978 присвоено учёное звание «профессор» по кафедре уголовного процесса и криминалистики.
В 1982—1997 — заведующий кафедрой уголовного права и криминологии Казанского государственного университета.
В июне 1993 г. избран действительным членом Международной академии наук высшей школы.
В 1994—1999 — член Научно-консультативного совета по правовой реформе при Президенте РФ.
В декабре 1997 г. Учёный совет Казанского университета не переизбрал В. П. Малкова на очередной 5-летний срок в связи с достижением им 65-летнего возраста, несмотря на очевидные успехи и достижения в научной, педагогической и общественной деятельности. Считая такое решение необоснованным и несправедливым, в порядке протеста В. П. Малков уволился из Казанского университета и обратился в Конституционный Суд Российской Федерации с заявлением о признании противоречащими Конституции Российской Федерации установленных возрастных ограничений на занятие должности заведующего кафедрой, установленных Федеральным законом от 22 августа 1996 года № 125 ФЗ «О высшем и послевузовском профессиональном образовании». Рассмотрев заявление В. П. Малкова, Конституционный Суд РФ признал установление возрастных ограничений для занятия должности заведующего кафедрой в вузах противоречащим Конституции РФ.
После увольнения из Казанского университета некоторое время работал заведующим кафедрой публичного права России и зарубежных стран Марийского государственного университета.
С января 2000 — профессор Института экономики, управления и права (г. Казань), с 2002 — заведующий кафедрой уголовного права и процесса этого же института.
С 2013—2018 профессор кафедры уголовного права Казанского юридического института МВД России.
С 2018—2019 профессор кафедры уголовного права и криминологии Самарского государственного университета.
Входил в состав Комиссии по вопросам помилования при Президенте Республики Татарстан, Общественный Совет при МВД по РТ.
Скончался 24 июня 2019 года в Казани. Похоронен на Арском кладбище.

## Научная работа
Опубликовал 267 научных и учебно-методических работ, в том числе 15 монографий, 40 учебников и научно-практических пособий, учебно-методических разработок.
Подготовил 73 кандидата юридических наук и 11 докторов юридических наук.
Являлся членом диссертационного совета по защите докторских и кандидатских диссертаций при Самарском государственном университете.

### Избранные труды
Источник — электронные каталоги РНБ
- Багаутдинов Ф. Н., Емеева Н. Р., Клюкова М. Е., Петрова И. С. Производство в суде присяжных: учебное пособие / [Науч. ред. В. П. Малков]. — Казань: Таглимат, 2006. — 228 с. — 1000 экз. — ISBN 5-8399-0192-X.
- Валеев Р. М., Волков Б. С., Лысов М. Д. и др. Уголовное право России. Общая часть: [Учеб. для вузов по направлению и спец. «Юриспруденция»] / Под ред. В. П. Малкова, Ф. Р. Сундурова. — Казань: Изд-во Казан. ун-та: Центр экспертизы и маркетинга Казан. ун-та, 1994. — 467 с. — 5000 экз. — ISBN 5-7464-0991-X.
- Денисова А. В., Малков В. П. Уголовно-правовые рассогласования: отраслевой и межотраслевой аспекты. — Казань: Таглимат, 2006. — 143 с. — 1000 экз. — ISBN 5-8399-0145-8.
- Емеева Н. Р., Малков В. П. Ответственность по уголовному праву России за преступления против правосудия, совершаемые судьями: лекция для студентов, изучающих курс Особенной части уголовного права. — Казань: Таглимат, 2005. — 51 с. — 1000 экз. — ISBN 5-8399-0132-6.
- Клюкова М. Е., Малков В. П. Приостановление дела по уголовно-процессуальному законодательству Российской Федерации. — Казань: Изд-во Казан. ун-та, 1993. — 173 с. — 1000 экз. — ISBN 5-7464-1122-1.
- Малков В. П. Множественность преступлений и её формы по советскому уголовному праву. — Казань: Изд-во Казан. ун-та, 1982. — 174 с. — 2000 экз.
- Малков В. П. Повторность преступлений: Учеб. пособие. — Уфа: УВШ МВД РФ, 1995. — 75 с. — 600 экз. — ISBN 5-7247-0029-8.
- Малков В. П. Повторность проступка и уголовная ответственность. — Казань: Изд-во Казан. ун-та, 1995. — 123 с. — 3500 экз.
- Малков В. П. Совокупность преступлений: (Вопросы квалификации и назначения наказания). — Казань: Изд-во Казан. ун-та, 1974. — 307 с. — 5500 экз.
- Малков В. П., Зинатуллин З. З., Аширов Р. Д. и др. Сборник образцов уголовно-процессуальных документов: [Учеб. пособие] / Науч. ред. В. П. Малков. — казань: Изд-во Казан. ун-та, 1980. — 352 с. — 52 000 экз.
- Малков В. П., Чернова Т. Г. Совокупность приговоров и применение наказания: (Вопросы законодательного регулирования, теории и практики). — Казань: Таглимат, 2003. — 175 с. — 1000 экз. — ISBN 5-8399-0072-9.
- Основы права: учебник для учащихся профильных классов общеобразовательных школ (профильный уровень) / Редкол.: В. П. Малков и др. — Казань: Таглимат, 2006. — 382 с. — 1000 экз. — ISBN 5-8399-0182-2. || . — 3-е изд., испр. и доп. — Казань: Познание, 2008. — 518 с. — 1500 экз. — ISBN 978-5-8399-0270-1.

## Семья
Отец — Павел Иванович Малков, участник гражданской и Великой Отечественной войн.
Мать — Анна Васильевна Малкова (урождённая Шумилова), воспитывала пять детей, награждена медалью «Мать-героиня» третьей степени и медалью «За доблестный труд в Великой Отечественной войне 1941—1945 гг.».

## Награды
- Орден «Знак Почёта» — за успехи в научно-педагогической и организаторской деятельности (1979)
- Медаль «За доблестный труд в Великой Отечественной войне 1941—1945 гг.»
- Почётное звание «Заслуженный деятель науки Российской Федерации»
- Почётное звание «Заслуженный деятель науки Татарской АССР» (1981)
- Знак «Казанского юридического института МВД России»
- Значок «Отличник милиции».